# Platygloea australis
Platygloea australis är en svampart som beskrevs av McNabb 1969. Platygloea australis ingår i släktet Platygloea och familjen Platygloeaceae.   Inga underarter finns listade i Catalogue of Life.